# Coupe ASOBAL 2005-2006
Navigation
Coupe ASOBAL 2004-2005 Coupe ASOBAL 2006-2007
La Coupe ASOBAL 2005-2006 est la 16e édition de la compétition qui a eu lieu les 28 et 29 décembre 2005 dans le Pavillon Príncipe Felipe de Saragosse.
Elle est remportée par le BM Ciudad Real pour la 3e fois.

## Équipes engagées et formule
Les équipes engagées sont le BM Aragón qui est organise la compétition à domicile et les trois premières équipes du Championnat d'Espagne 2005-2006 à la fin des matchs aller, à savoir le BM Ciudad Real, le Portland San Antonio et le CB Ademar León. Par conséquent, le FC Barcelone ne dispute pas la compétition.
Le format de la compétition est une phase finale à 4 (demi-finale, finale) avec élimination directe. L'équipe qui remporte la compétition obtient une place qualificative pour la Coupe de l'EHF masculine 2006-2007 (2e place attribuée). Si le vainqueur obtient par un autre biais une place en Ligue des champions, Coupe des coupes ou  Coupe de l'EHF masculine 2006-2007 (1re place attribuée), la place qualificative est réattribuée au club le mieux classé en championnat.

## Résultats
|  | Demi-finales         | Demi-finales   |                      |    | Finale | Finale |
|  | Demi-finales         | Demi-finales   |                      |    | Finale | Finale |
|  |                      |                |                      |    |        |        |
|  |                      |                |                      |    |        |        |
|  |                      |                |                      |    |        |        |
|  | BM Aragón            | 23             |                      |    |        |        |
|  | BM Aragón            | 23             |                      |    |        |        |
|  | Portland San Antonio | 31             |                      |    |        |        |
|  | Portland San Antonio | 31             | Portland San Antonio | 23 |        |        |
|  |                      |                | Portland San Antonio | 23 |        |        |
|  |                      | BM Ciudad Real | 31                   |    |        |        |
|  | CB Ademar León       | BM Ciudad Real | 31                   | 33 |        |        |
|  | CB Ademar León       |                |                      | 33 |        |        |
|  | BM Ciudad Real       | 35             |                      |    |        |        |
|  | BM Ciudad Real       | 35             |                      |    |        |        |

## Statistiques et récompenses
- Meilleur joueur du tournoi : Rolando Uríos
- Meilleur gardien du tournoi : Arpad Šterbik
- Meilleur buteur du tournoi : Mirza Džomba